# Guido Jonckers
Guido Jonckers (Den Haag, 24 oktober 1947) is een Nederlands acteur, stemacteur en toneelregisseur.

## Loopbaan
Jonckers heeft een lange toneelervaring en is een groot kenner van de Russische schrijver Tsjechov. Hij regisseerde meerdere stukken voor het toneel, te weten De drie zusters, De kersentuin, De meeuw, Het huwelijksaanzoek, Het jubileum en Oom Wanja.
Bij het grote publiek is hij vooral bekend als de Pa Verburgh (met een H) uit SchoolTV-Weekjournaal, de taalcursussen van Teleac, de man van de Moulinex-reclame en als stem van Boes. Ook speelde Jonckers bij John Lantings Theater van de Lach.

## Televisie (acteerwerk)
- Reclame van Moulinex
- Verburgh met een H (1993) - Pa Verburgh
- Baantjer: De Cock & de Motorclubmoord - Vader Gerben Piers
- In de Vlaamsche pot, aflevering 'Huilen'
- Goudkust (1996) - Producent Van Dooren
- en diverse gastrollen:
  - SamSam, aflevering 'Ik val op oudere mannen' - Harold Kras
  - Kinderen geen bezwaar, aflevering 'Verpakkingsmaffia' - Wim
  - De club - Fons
  - Goede tijden, slechte tijden - Victor Donker
  - Flodder, afleveringen 'De Dubbelgangster' (seizoen 2) en 'Computerkoorts' (seizoen 3) - Politieagent

## Televisie (presentatie)
- Bullseye (spelprogramma)

## Tekenfilms
- Boes (1988) - Boes
- Alfred Jodocus Kwak (1989) - diverse stemmen
- Kleine Nemo (1992) - Bloepse
- De Seend (1992) - De Seend en diverse andere stemmen